# 平山站 (黄海北道)
平山站（朝鲜语：／ P'yŏngsan-yŏk */?）是位于朝鮮民主主義人民共和國黄海北道平山郡平山邑的一個鐵路車站。屬於平釜線和青年伊川线。

## 邻近车站
平釜线
物開站 - 平山站 - 太白山城站
青年伊川线
平山站 - 岐滩站